# Вињола (Модена)
Вињола (итал. Vignola) је насеље у Италији у округу Модена, региону Емилија-Ромања.
Према процени из 2011. у насељу је живело 22397 становника. Насеље се налази на надморској висини од 115 м.

## Становништво
| 1931. | 1936. | 1951.  | 1961.  | 1971.  | 1981.  | 1991.  | 2001.  | 2011.  |
| ----- | ----- | ------ | ------ | ------ | ------ | ------ | ------ | ------ |
| 8.610 | 9.185 | 11.374 | 15.459 | 18.286 | 19.688 | 20.138 | 21.178 | 24.344 |

## Партнерски градови
- Виценхаузен
- Барбезје Сент Илер
- Ангол